# 赵光华 (1949年)
赵光华（1949年10月—），汉族，辽宁沈阳人，中华人民共和国政治人物、第十一届全国政协委员。
加入中国民主促进会，担任民进中央常委、秘书长。2008年，当选第十一届全国政协委员，代表中国民主促进会，分入第九组。并担任提案委员会专委。